# Арад, Ицхак
Ицха́к Ара́д (ивр. ‏יצחק ארד‎‎, пол. Jicchak Arad; имя при рождении — Исаа́к Изра́илевич Рудни́цкий, 11 ноября 1926, Швянчёнис, Польша — 6 мая 2021) — израильский историк, директор Музея Катастрофы и Героизма «Яд ва-Шем» в 1972—1993 годах. Советский партизан, бригадный генерал Армии обороны Израиля. В 2008 году генеральная прокуратура Литвы начала расследование в отношении Арада, обвиняемого в убийствах мирных жителей в период участия в партизанском отряде во время оккупации Литвы нацистской Германией.

## Биография
Родился 11 ноября 1926 года в Польше, в городе Свенцяны округа Вильно (ныне город Швенчёнис в Литве). В сентябре 1939 года вместе с сестрой бежал из Варшавы в Литву. Родители Ицхака, оставшиеся на оккупированной немцами территории, погибли.
После нападения Германии на СССР 15-летний Ицхак с сестрой попали в гетто в родном городе. По его словам, бежать на восток страны помешало не только быстрое продвижение гитлеровцев, но и полный переход на сторону врага 29-го Литовского территориального корпуса, который был включён в состав Красной армии. Его участники, кроме ударов по отступающим советским войскам, также уничтожали беженцев-евреев.
В 1943 году Ицхаку удалось бежать из гетто и присоединиться к партизанскому отряду «Чапаев» в белорусских лесах. После этого Арад («Толя») вступил в литовский отряд «Вильнюс», который, в частности, занимался минированием железных дорог по маршрутам Вильнюс — Минск — Ленинград. Сам Арад лично принимал участие в подрыве 13 эшелонов.
После отступления немецких войск боролся с прятавшимися в лесах литовскими коллаборационистами. В 1945 году Арад нелегально покинул СССР и прибыл в Палестину, где принял участие в борьбе за образование Израиля. В ЦАХАЛе служил командиром роты, затем — командиром батальона в танковой бригаде, позднее получил звание бригадного генерала. В 1972 году вышел в отставку.
С 1972 по 1993 год был директором мемориального комплекса «Яд ва-Шем». Автор ряда книг и публикаций по истории Катастрофы европейского еврейства. Лектор Тель-Авивского университета. Высказывался против причисления Голодомора 1930-х годов к актам геноцида, считая, что он имел скорее классовую, чем национальную составляющую.
Умер 6 мая 2021 года.

## Уголовное преследование в Литве
В 2007 году 81-летнего Арада вызвали в прокуратуру Вильнюса в связи с обвинением в участии в убийствах мирных жителей. По данным литовской прокуратуры, Арад, который в конце войны стал сотрудником НКВД, мог быть повинен в убийствах гражданских лиц и участников литовского сопротивления.
Сам Арад отметил: «У евреев в Литве был небольшой выбор: идти к месту казни и быть убитым, или остаться в живых, то есть уйти в леса, податься к партизанам и воевать. Не было другого пути вообще. Скажу больше, я горжусь тем, что это сделал, потому что я считаю, что эти убийцы моего народа, убийцы миллионов советских людей». По его мнению, таким образом Литва пытается «очистить» собственную историю: «и это в Литве, где по сей день за сотрудничество с нацистами официально не осуждён ни один человек».
В июне 2008 года представители еврейской общины Литвы в открытом письме выразили осуждение в связи с преследованием Арада. Протест выразили также председатель совета директоров «Яд ва-Шем» Авнер Шалев и Федерация еврейских общин России. В своём письме Шалев заявил, что «в Литве имеет место деструктивный исторический ревизионизм, подвергаются сомнению легитимные и героические военные действия партизан с целью распространения необоснованных взглядов и искажения исторических истин».
Центр Симона Визенталя считает, что в Литве началась кампания по дискредитации евреев. По мнению Центра, целью данной кампании, инициированной литовскими правоохранительными органами, является отвлечение внимания от убийств литовцами евреев во время войны.
В знак протеста израильский историк, лектор Иерусалимского университета Дов Левин вернул президенту Литвы Валдасу Адамкусу полученную в 1993 году награду за героизм, проявленный в борьбе с нацистской угрозой. Как сказал Левин, «Литва — одна из немногих стран, где 93 процента евреев было убито, и прежде, чем первый немецкий солдат вступил в Литву, сами литовцы уже громили евреев, не только убивали, но грабили и зверски насиловали их. Военные и полиция — литовцы — помогали немцам». По его мнению, «преследование Арада вызвано стремлением оправдать убийц: две недели назад бритоголовые на улицах Вильнюса кричали „Юден, раус!“ — „Евреи, вон!“. Желая очистить и обелить убийц, они должны обвинить нас, евреев, говоря, что, хотя и „были литовцы, убивавшие евреев, но были и евреи, убивавшие литовцев“».
Литва обратилась в Израиль с просьбой вручить извещение о подозрениях в возможном участии в убийствах гражданских лиц и участников антисоветского сопротивления в Литве бывшему директору организации по увековечению памяти жертв Холокоста и героев «Яд ва-Шем» Араду. Однако минюст Израиля отказался выполнить эту просьбу Литвы. Представители литовской и всемирной еврейской общины неоднократно выражали неудовольствие по поводу юридического преследования Арада.

## Книги
- The partisan: from the Valley of Death to Mount Zion (1979)
- Ghetto in flames: the struggle and destruction of the Jews in Vilna in the Holocaust (1980)
- Belzec, Sobibor, Treblinka: the Operation Reinhard death camps (1987)
- Катастрофа евреев на оккупированных территориях Советского Союза (1941—1945). — Днепропетровск: Центр «Ткума»; Москва: Центр «Холокост», 2007. — 816 с.
- Уничтожение евреев СССР в годы немецкой оккупации (1941-1944) / Ицхак Арад. — Иерусалим: Яд ва-Шем, 1991. — 424 с. — ISBN 9653080105.
- Они сражались за Родину (Евреи Советского Союза в Великой Отечественной войне) / Ицхак Арад. — Иерусалим — Москва: Гешарим — Мосты культуры, 2011. — 454 с. — ISBN 9785932733373.